# Ceratomyxa elegans
Ceratomyxa elegans is een microscopische parasiet uit de familie Ceratomyxidae. Ceratomyxa elegans werd in 1929 beschreven door Jameson. 